# Вечное Евангелие
Вечное Евангелие (лат. Evangelium aeternum; фр. l'Évangile éternel) — именование, с половины XIII века, основанное на Апокалипсисе (Откр. 14:6: «И увидел я другого Ангела, летящего по средине неба, который имел вечное Евангелие») предсказания «вечного царства Святого Духа, совершенного богопознания и полной духовной свободы», которое должно наступить после царств Бога Отца (Ветхий Завет) и Бога Сына (Новый Завет). Сама идея была провозглашена итальянским мистиком и аскетом Иоахимом Флорским, который был сначала монахом и настоятелем монастыря в Калабрии, а позже — основателем новой конгрегации Флорский орден (лат. Ordo Florensis), и умер в 1202 году.

## При жизни Иоахима Флорского
В проповеди Вечного Евангелия Иоахима Флорского видную роль играет идея о смене царств трёх лиц Св. Троицы, которым соответствуют три постепенно совершенствующиеся откровения: Ветхий Завет, Новый Завет и Вечное Евангелие. Человечеству суждено пройти через три главные «состояния» (status): периоды господства Бога Отца, Сына, Духа Святого, а в каждом периоде — через 6 кризисов, «смятений» (tribulatioues), в соответствие 6-ти дням недели и 6-ти печатям Апокалипсиса, которые последовательно «раскрываются» в этих смятениях. В царстве Духа Святого писаное евангелие (евангелие буквы) упразднится, чтобы дать место Евангелию Духа, «ибо буква убивает, а дух живит». Тогда в лоно церкви войдут отторгнутые её члены, греки и иудеи, и Петрова церковь превратится в Иоаннову церковь. Подобная точка зрения, несмотря на позднейшие оговорки Иоахима Флорского, смущала Церковь: заявление конечности Петровой церкви и принижение Христова Евангелия перед Евангелием Духа, хотя Иоахим заявлял неоднократно, что под последним он разумеет только высший, духовный смысл того же Евангелия Христа.
Идеи Иоахима почти не получили распространения при его жизни. Церковь осудила на Четвёртом Латеранском соборе учение Иоахима о раздельном действии трёх Ипостасей св. Троицы, хотя автор был торжественно признан в особой булле Гонория III «православным мужем» (vir catholicus). После смерти Иоахима иоахимитское предание побледнело перед ярким фактом францисканской проповеди и было Франциском Ассизским (ум. 1226) закрыто.

## Середина XIII века
Учение Иоахима Флорского воскресло в средине XIII века, в том ответвлении францисканства, которое получит имя спиритуалов. Мысли Иоахима Флорского о церковной реформе и его апокалиптические идеи нашли отголосок среди наиболее строгих францисканцев. Монах этого ордена, Герардо из Борго-Сан-Доннино, составил в 1254 году введение к трудам Иоахима в резко антиримском и даже антицерковном духе, озаглавленное «Введение в вечное Евангелие» (лат. Introductorius ad Evangelium aeternum). В нём автор, явно искажая мысль Иоахима, объявляет Вечным Евангелием сочинения самого Иоахима.
«Введение» вызвало бурю в церкви. Арльский собор 1260 года осудил ряд положений Иоахима. Комиссия кардиналов, заседавшая в июле 1255 году в городе Ананьи, сделала из сочинений Герардо и Иоахима извлечения сомнительных мест, которые церковь и объявила заблуждением. После осуждения папой римским Александром IV, сам Герардо был приговорён к пожизненному тюремному заключению (окт. 1255).

## XIII—XIV века
Вера в близящееся царство Духа Святого и Вечное (духовное) Евангелие останется характерной чертой францисканских спиритуалов и в сочинениях Убертино ди Казале (1259—1330), Дольчино (ум. 1307) и других будет подвергаться разнообразным переработкам. Влияние идей Иоахима, его мечты об обновлении мира и возрождении церкви Духом Святым можно констатировать на многих мистических и еретических движениях XIII и XIV веков.